# Myrice transiens
Myrice transiens är en fjärilsart som beskrevs av Walker 1854. Myrice transiens ingår i släktet Myrice och familjen mätare. Inga underarter finns listade i Catalogue of Life.